# Marcel Desailly
Marcel Desailly (sinh 7 tháng 9 năm 1968 tại Accra, Ghana) là cựu cầu thủ bóng đá người Pháp gốc Ghana,ông được nhiều người coi là một trong Trung vệ và Tiền vệ phòng ngự vĩ đại nhất bóng đá Pháp. Ông từng cùng Đội tuyển bóng đá quốc gia Pháp vô địch FIFA World Cup 1998 và UEFA Euro 2000. Ông cũng có sự nghiệp khá nổi bật ở một số câu lạc bộ lớn của châu Âu.
Sinh ra tại Ghana, Desailly đã thay đổi số phận của mình khi mẹ của ông lấy một nhà ngoại giao người Pháp, người mà luôn nhận nuôi các đứa trẻ. Ông chuyển đến Pháp năm 4 tuổi và khởi đầu sự nghiệp tại câu lạc bộ FC Nantes năm 1986. Năm 1992 ông chuyển đến Marseille và giành được Champions League vào năm sau đó. Năm 1994 khi ông đang chơi cho Milan ông lại giành được Champions League, ông trở thành cầu thủ đầu tiên giành được Cúp C1/Champions League trong 2 năm liên tục với 2 câu lạc bộ khác nhau. Trong thời gian chơi ở Milan ông đoạt được 2 Serie A. Mặc dù ông thích chơi ở vị trí trung vệ nhưng thỉnh thoảng ông cũng chơi ở vị trí tiền vệ.
Sau đó ông chuyển tới chơi cho Chelsea, tại đây ông chơi ở vị trí hậu vệ cánh cho tời khi kết thúc mùa bóng 2003–04.
Ông bắt đầu chơi cho đội tuyển quốc gia từ năm 1993. Ông là thành viên quan trọng góp phần vào chiến thắng của đội tuyển Pháp ở FIFA World Cup 1998 và UEFA Euro 2000. Sau Euro 2004 ông chia tay đội tuyển quốc gia với kỉ lục 116 lần thi đấu cho đội tuyển, tuy nhiên kỉ lục này bị phá vỡ vào World Cup 2006 bởi Lilian Thuram.

## Sự nghiệp câu lạc bộ
Ông bắt đầu sự nghiệp của mình tại FC Nantes.Ông rèn luyện và cống hiến cho đội bóng này 6 năm bên cạnh người bạn thân Didier Deschamps .Năm 1992,ông chuyển đến Olympique de Marseille nơi ông tái hợp cùng người bạn Didier Deschamps.Một năm sau câu lạc bộ dành chức vô địch UEFA Champions League . Sau đó Olympique Marseille bị phát hiện dính vào vụ bán độ đầy tai tiếng với đội bóng Valenciennes FC trong cùng mùa giải 1992-1993 và bị phạt xuống chơi ở giải hạng 2, Desailly bắt đầu chuyến phiêu lưu ngoài lãnh thổ nước Pháp đầu tiên trong màu áo AC Milan.
Ngay trong mùa giải đầu tiên chơi cho AC Milan.Ông đã giúp AC Milan vô địch UEFA Champions League,đáng nhớ nhất là trong trận chung kết gặp Barcelona,ông không những làm tốt nhiệm vụ phòng ngự mà còn ghi bàn thắng quyết định ở phút 58. Ông trở thành cầu thủ đầu tiên vô địch 2 Champions League mùa liên tiếp với 2 câu lạc bộ khác nhau.Sau 6 năm gắn bó, Ông quyết định chuyển sang Chelsea với mức giá 4,6 triệu bảng,thời gian ở Chelsea ông mang băng đội trưởng và kết hợp với Frank Leboeuf tạo thành bộ đôi trung vệ chắc chắn nhất Ngoại Hạng Anh.Ông chơi ở đây đến cuối mùa bóng 2003-2004.Desailly chuyển đến Al-Gharafa ở Qatar năm 2004. Ông được giao băng đội trưởng của đội bóng này và giúp họ dành được chức vô địch Qatar League.Sau đó ông chuyển sang  Qatar SC, giúp câu lạc bộ đứng thứ hai giải cúp nội trước khi từ giã sự nghiệp năm 2006.

## Sự nghiệp quốc tế
Ông là một câu thủ quan trọng trong đội hình Đội tuyển bóng đá quốc gia Pháp vô địch FIFA World Cup 1998Hai năm sau ông lại giúp Pháp vô địch Euro 2000 .Sau giải đấu ông được giao băng đội trưởng Đội tuyển bóng đá quốc gia Pháp sau khi Didier Deschamps giải nghệ

## Thống kê sự nghiệp
| # | Ngày                | Địa điểm                                      | Đối thủ    | Bàn thắng | Kết quả | Giải đấu                        |
| - | ------------------- | --------------------------------------------- | ---------- | --------- | ------- | ------------------------------- |
| 1 | 6 tháng 9 năm 1995  | Sân vận động Abbé-Deschamps, Auxerre, Pháp    | Azerbaijan | 1–0       | 10–0    | Vòng loại Euro 1996             |
| 2 | 25 tháng 1 năm 1998 | Sân vận động Vélodrome, Marseille, Pháp       | Na Uy      | 3–3       | 3–3     | Giao hữu                        |
| 3 | 7 tháng 6 năm 2001  | Sân vận động World Cup Suwon, Suwon, Hàn Quốc | Brasil     | 2–1       | 2–1     | Cúp Liên đoàn các châu lục 2001 |

## Danh Hiệu

### Marseille
UEFA Champions League : 1992-1993

### AC Milan
Serie A : 1993-1994,1995-1996
Supercoppa Italiana : 1994
UEFA Champions League :1993-1994
Siêu cúp châu Âu : 1994

### Chelsea
Cúp FA : 1999–2000
FA Charity Shield : 2000
Siêu cúp UEFA : 1998

### Al-Gharafa
Qatar Stars League : 2004-2005

### Pháp
FIFA World Cup : 1998
Euro : 2000
Cúp Liên đoàn các châu lục:2001,2003
1. ↑  "CLB Marseille: Đội Bóng Tiếng Tăm Và Vết đen Bán độ - HTSPORT.VN". htsport.vn. Truy cập ngày 27 tháng 11 năm 2021.[liên kết hỏng]
2. ↑  "1998 FIFA World Cup France™". www.fifa.com (bằng tiếng Anh). Truy cập ngày 27 tháng 11 năm 2021.[liên kết hỏng]
3. ↑  "Euro 2000 - Pháp lập nên lịch sử". Báo điện tử VnExpress. Truy cập ngày 27 tháng 11 năm 2021.